# SEXY 8 BEAT
„SEXY 8 BEAT“ е осмият студиен албум на японската група Morning Musume издаден на 21 март 2007 година от Zetima Records. Албумът достига 7-а позиция в японската класацията за албуми.

## Списък с песните

### Оригиналлен траклист
1. „Genki+ (元気＋, „Energy+“)“ – 04:55
2. „Aruiteru (албум редактиран)“ – 05:42
3. „Mirai no Taiyō (未来の太陽, „Sunny Future“)“ – 04:39
4. „Egao Yes Nude (албум mix)" – 04:08
5. „Haru Beautiful Every Day (春 ビューティフル エブリディ, „Spring Beautiful Every Day“)“ – 04:23
6. „Sexy Boy (Soyokaze ni Yorisotte)“ – 04:13
7. „Ambitious! Yashinteki de Ii Jan“ – 04:12
8. „Sono Deai no Tame ni (その出会いのために, „Because of That Meeting“)“ – 04:11
9. „Shanimuni Paradise (シャニムニ パラダイス, „Reckless Paradise“)“ – 04:59
10. „Takara no Hako (宝の箱, „Treasure Chest“)“ – 04:18
11. „Be Positive! (BE ポジティブ!)“ – 04:34

### Бонус DVD (Лимитирано издание само)
1. „Egao Yes Nude (Close-up Ver.)“
2. „Ambitious! Yashinteki de Ii Jan“
3. „Do It! Now“